# Кошкар (Карагандинская область)
Кошкар (каз. Қошқар) — село в Актогайском районе Карагандинской области Казахстана. Административный центр и единственный населённый пункт Кусакского сельского округа. Находится примерно в 92 км к востоку от районного центра, центра города Актогай. Код КАТО — 353649100.

## Население
В 1999 году население села составляло 969 человек (491 мужчина и 478 женщин). По данным переписи 2009 года, в селе проживало 630 человек (328 мужчин и 302 женщины).